# Carlos Mardel

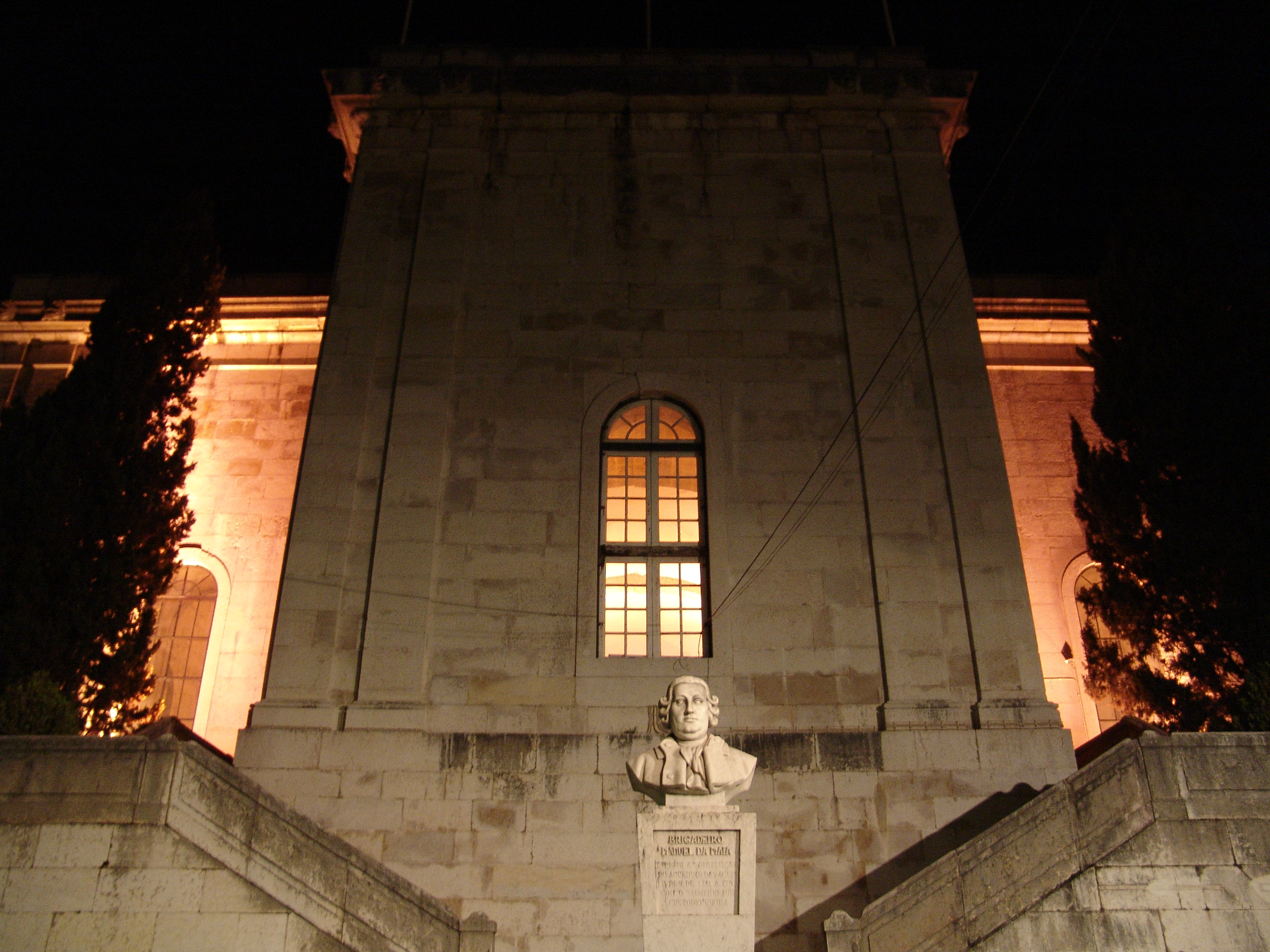
Mãe d'Água

Carlos Mardel (Pozsony, hoje Bratislava, então na Hungria), 1695 – Lisboa, 8 de Setembro de 1763), cujo nome em húngaro era Martell Károly ou Mardell Károly, foi um engenheiro militar de origem magiar, depois oficial do Exército Português, que se destacou pelos seus trabalhos no campo da arquitectura, sendo um dos principais autores dos projectos do Aqueduto das Águas Livres e do Palácio do Marquês de Pombal. Era membro da Maçonaria.

## Biografia
Carlos Mardel nasceu na Hungria, em 1695 ou 1696. Lutou na guerra dos Impérios da Polónia e Grã-Bretanha. Viajou para Portugal em 1733, onde foi sargento-mor de engenharia da Infantaria. Foi capitão e, em 1762, atingiu o posto de coronel, desempenhando funções de relevo na arquitetura civil e militar que o tornaram famoso, sobretudo após o Terramoto de 1755.
Como engenheiro e arquiteto, Mardel foi um dos principais responsáveis pela construção do Aqueduto das Águas Livres, tendo desenhado a Mãe d'Água e um arco triunfal, o Arco das Amoreiras, para festejar a chegada das águas. Da sua autoria são, também, o Chafariz da Esperança e do Chafariz do Rato; o Palácio do Marquês de Pombal, antiga residência de Sebastião José de Carvalho e Melo, um solar do século XVIII, em Oeiras; Capela do Solar, dedicada a Nossa Senhora das Mercês (também em Oeiras).
Em 1747, Mardel foi nomeado para o cargo de arquiteto dos paços reais e das ordens militares.
Foi um dos principais arquitetos da reconstrução de Lisboa, após o Terramoto de 1755, juntamente com Eugénio dos Santos. Deixou a sua marca no tipo de telhados que desenhou, caracterizados por telha de canudo com beirais, de origem alemã. Construiu, ainda, o Palácio da Inquisição no Rossio, então designado por Palácio dos Estaus. O novo plano de Lisboa e a reconstrução da cidade muito lhe ficaram a dever.
Iniciado na Maçonaria em data e Loja desconhecidas e com nome simbólico desconhecido, pertenceu à Loja denominada Casa Real dos Pedreiros Livres da Lusitânia, existente em Lisboa de 1733 a 1738.

## Obras
Entre muitas outras é um dos principais autores do projecto das seguintes obras:
- Sistema das Águas Livres (1735-1745)
  - Aqueduto das Águas Livres (1735-1744)
  - Arco Monumental das Amoreiras (1740-1744)
  - Arco do Carvalhão (1742-1745)
- Mãe d'Água das Amoreiras (1745-1763)
- Chafariz da Esperança (1752-1763)
- Chafariz do Rato (1753-1754)
- Palácio dos Estaus (1755-?)
- Palácio do Marquês de Pombal (1759-1763)
- Mosteiro de Santa Clara-a-Nova (entrada e claustro, 1761)